# Miquelia paniculata
Miquelia paniculata är en tvåhjärtbladig växtart som beskrevs av François Gagnepain. Miquelia paniculata ingår i släktet Miquelia och familjen Icacinaceae. Inga underarter finns listade i Catalogue of Life.